# Steve Corica
Stephen Christopher Corica (/stiːv ˈkorika/ sinh ngày 24 tháng 3 năm 1973 ở Innisfail, Úc) là một cựu cầu thủ bóng đá Úc và hiện là huấn luyện viên trưởng của Sydney FC tại A-League. Là một tiền vệ tấn công kỹ thuật, anh khoác áo đội tuyển bóng đá quốc gia Úc trên 30 lần và dẫn dắt Sydney FC tới cú đúp danh hiệu. Kể từ khi giải nghệ năm 2010, anh trở thành trợ lý huấn luyện viên tại Sydney FC, trước khi trở thành huấn luyện viên trưởng vào tháng 5 năm 2018.

## Thống kê sự nghiệp
| Đội tuyển Úc | Đội tuyển Úc | Đội tuyển Úc |
| ------------ | ------------ | ------------ |
| 1993         | 4            | 0            |
| 1994         | 0            | 0            |
| 1995         | 6            | 1            |
| 1996         | 2            | 0            |
| 1997         | 1            | 0            |
| 1998         | 0            | 0            |
| 1999         | 0            | 0            |
| 2000         | 8            | 2            |
| 2001         | 10           | 2            |
| 2002         | 0            | 0            |
| 2003         | 0            | 0            |
| 2004         | 0            | 0            |
| 2005         | 0            | 0            |
| 2006         | 1            | 0            |
| Tổng cộng    | 32           | 5            |